# Боголюб Дмитро Вікторович
Дмитро́ Ві́кторович Боголю́б — солдат Збройних сил України.

## Життєпис
Будівельник, закінчив Київський будівельний університет. Одружений, родина проживає в Бердичеві та виховує доньку Ангеліну (2004 р.н.).
Перебував у Польщі, коли дізнався про часткову мобілізацію, полишив справи й поїхав додому. У військкоматі дістав направлення до 30-ї механізованої бригади. Два тижні проходив вишкіл на Широкому Лані. Потім частину передислокували в Запоріжжя, звідти — до зони проведення бойових дій. Частина несла службу на блокпостах, супроводжувала вантажі. Домігся свого — дістав призначення в розвідувальний відділ.
На підступах до Луганська розвідники Дмитро Боголюб, рядовий Іван Дорохін та сержант Сергій Малишко отримали завдання випробувати щойно прийнятий на озброєння підрозділу новий безпілотник у бойових умовах. Група з 6 військовиків вирушила від блокпоста в бік терористів, що окопалися на території газорозподільного комплексу. Приблизно за кілометр до місцезнаходження терористів група розділилася та далі йшла під прикриттям зелених насаджень. Після вибуху «розтяжки», яку не помітив його напарник, осколки влучили в голову, ногу та руку. Група правильно зреагувала, миттєво залігши — при огляді помітили ще дві РГД-5. Від вибуху оглушило, терористи почали обстріл; під прикриттям димової завіси, відстрілюючись, повернулися до блокпоста. Доставлений у польовий шпиталь під Ізюмом, оперований у Харківському госпіталі, лікувався в Ірпінському військовому шпиталі.

## Нагороди
8 вересня 2014 року — за особисту мужність і героїзм, виявлені у захисті державного суверенітету та територіальної цілісності України, вірність військовій присязі під час російсько-української війни, відзначений — нагороджений орденом «За мужність» III ступеня.